# Microlepia maxima
Microlepia maxima là một loài dương xỉ trong họ Dennstaedtiaceae. Loài này được W.C.Shieh mô tả khoa học đầu tiên năm 1973.
Danh pháp khoa học của loài này chưa được làm sáng tỏ. 